# I AM

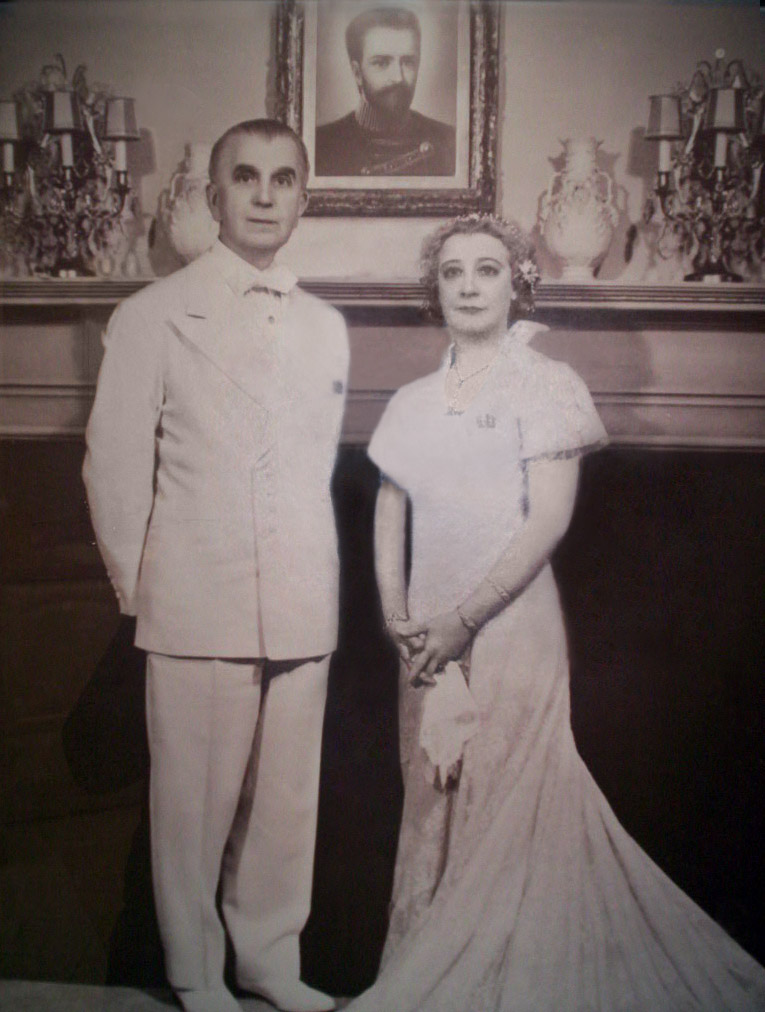
Guy y Edna Ballard

El Movimiento I AM (en español, 'yo soy'; en inglés, I AM Movement o I AM Activity) llamado por sus críticos como ballardismo, es un nuevo movimiento religioso basado en las enseñanzas de Guy Ballard (1878 – 1939) y su esposa Edna Anne Wheeler Ballard (1886-1971), una agrupación teosófica fundada por ellos mismos en 1930, Chicago, EE. UU.. El movimiento es un precursor importante de varias religiones de la New Age americana, entre ellas de la Church Universal and Triumphant. El movimiento tenía hasta un millón de seguidores en 1938 y aun sigue en activo aunque a menor escala. Según el sitio web oficial de la organización matriz, la Fundación Saint Germain, su sede mundial se encuentra en Schaumburg (Illinois), y hay aproximadamente 300 grupos locales en todo el mundo bajo varias variaciones de los nombres I AM Sanctuary ('Santuario YO SOY') o I AM Temple ('Templo YO SOY') y otros títulos similares. A partir de 2007, la organización declara que su propósito es «espiritual, educativo y práctico», y que no se cobra ninguna tarifa de admisión por sus actividades. Su peculiar nombre es en realidad a una referencia al antiguo mantra sánscrito So Ham, que según ellos significa Yo Soy el que Soy.

## Descripción general
El movimiento cree en la existencia de un grupo llamado «Maestros Ascendidos», una jerarquía de seres sobrenaturales que incluye a los Maestros Teosóficos originales como Jesucristo, El Morya Khan, Maitreya y, además, varias docenas más allá de los 20 Maestros de la Sabiduría Antigua de los teósofos originales, como los describe Helena Petrovna Blavatsky.
Se cree que estos Maestros Ascendidos son humanos que han vivido en una sucesión de reencarnaciones en cuerpos físicos o seres cósmicos (seres originados en el gran sol central de luz al comienzo de todos los tiempos). Con el tiempo, aquellos que han pasado por varias «encarnaciones» se convirtieron en almas muy avanzadas, son capaces de ir más allá de los ciclos de «reencarnaciones» y karma, y alcanzaron su «Ascensión», volviéndose inmortales. Se cree que los Maestros Ascendidos se comunican con la humanidad a través de ciertos mensajeros entrenados por Blavatsky, incluidos Guy y Edna Ballard. Debido a que se cree que Jesús es uno de los Maestros Ascendidos, muchos de los miembros de la Actividad YO SOY la consideran una religión cristiana. Según la revista Los Angeles Magazine, Ballard dijo que era la reencarnación de George Washington, de un sacerdote egipcio y de un destacado músico francés.
La actividad I AM se considera una continuación de las teorías de la mencionada Blavatsky y William Judge. Ballard siempre fue guiado e inspirado por los escritos de Judge, quien usó el seudónimo de David Lloyd debido a una persecución por parte de sus enemigos de la Sociedad Teosófica. Ballard afirma haber entrado en contacto con el «Mahatma Maestro Ascendido Saint Germain». Murió en 1939.
En 1942, su esposa e hijo fueron condenados por fraude, una condena que fue anulada en una decisión histórica de la Corte Suprema (United States v. Ballard), dictaminando que la cuestión de si los Ballards creían en sus afirmaciones religiosas no debería haber sido sometida a un jurado. Este evento ha sido conocido como el determinante para el establecimiento de las políticas en materia de derechos de libertad de religión o creencias en los Estados Unidos de América.

## Historia

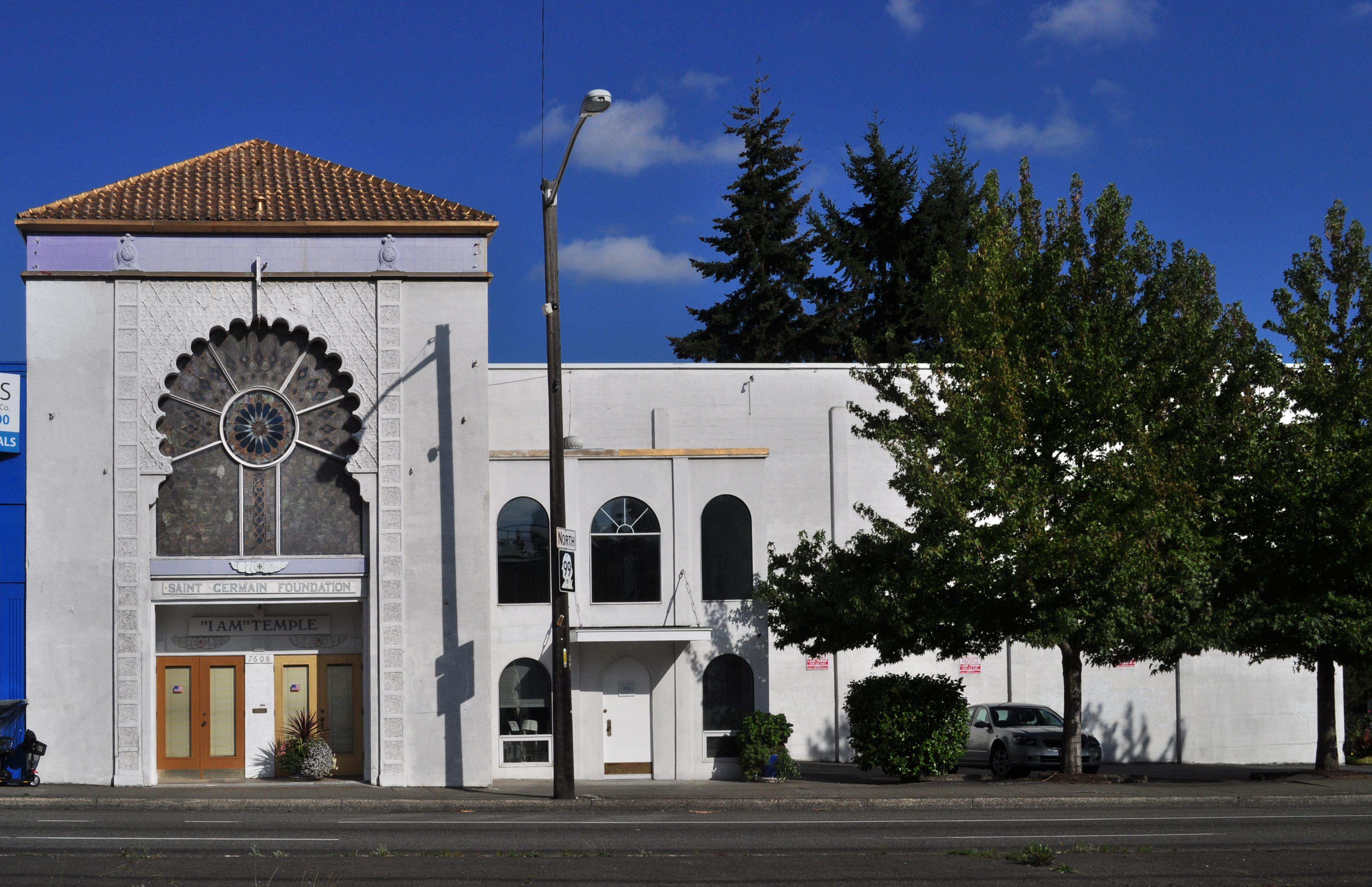
Templo I AM, propiedad de la Fundación Saint Germain, en Seattle

### Establecimiento
La actividad YO SOY fue fundada por Guy Ballard (seudónimo de Godfré Ray King) a principios de la década de 1930. Ballard era un experto en teosofía y sus ramificaciones, y mientras caminaba por el monte Shasta en busca de una rama de la Gran Hermandad Blanca conocida como «La Hermandad del Monte Shasta», afirmó haber conocido y haber sido instruido por un hombre que presentó él mismo como «Saint Germain». Saint Germain es un componente habitual de las religiones teosóficas como Maestro Ascendido, basado en el histórico Conde de Saint-Germain, un aventurero del siglo XVIII.
Según los propios Ballards, comenzaron a hablar con los Maestros Ascendidos con regularidad. Fundaron una editorial, Saint Germain Press, para publicar sus libros y comenzaron a capacitar a las personas para difundir sus mensajes en los Estados Unidos. Estas sesiones de capacitación y «Cónclaves» se llevaron a cabo en todo Estados Unidos y estaban abiertas al público en general y de forma gratuita. Un artículo de primera plana en una edición de 1938 del Chicago Herald and Examiner señaló que los Ballards «no toman colecciones ni piden fondos». Algunos de los miembros originales de I AM fueron reclutados de las filas de la organización Silver Shirts ('Legión de Plata') de William Dudley Pelley.[cita requerida] Las reuniones se limitaron a los miembros solo después de que los interlocutores comenzasen a interrumpir sus reuniones abiertas. Durante su vida, los Ballards grabaron casi 4.000 dictados en vivo, que dijeron provenir de los Maestros Ascendidos. Guy Ballard, su esposa Edna y más tarde su hijo Donald se convirtieron en los únicos «Mensajeros Acreditados» de los Maestros Ascendidos.

### Popularidad
La popularidad de The Ballards se extendió, incluyendo hasta un millón de seguidores en 1938. Aceptaron donaciones (llamadas love gifts, 'obsequios de amor') de sus seguidores en todo el país, aunque no se exigieron tales donaciones o cuotas.
El primero de muchos «Cónclaves» celebrados en decenas de ciudades en sus giras nacionales fue Filadelfia, Pensilvania, del 10 al 19 de octubre de 1934. Según un artículo de la revista Los Angeles Magazine, en agosto de 1935, los Ballards organizaron una reunión en el Auditorio Shrine de Los Ángeles que atrajo a una multitud de 6.000 personas. Guy Ballard habló bajo el seudónimo que usó al escribir sus libros, Godfre Ray King, y su esposa usó el seudónimo Lotus. La reunión incluyó enseñanzas que describieron como recibidas directamente de los Maestros Ascendidos. Dirigieron a la audiencia en oraciones y afirmaciones que llamaron decretos, incluidas adoraciones a Dios e invocaciones por la abundancia de todo lo bueno, incluido el amor, el dinero, la paz y la felicidad.

### La muerte de Guy Ballard
En el apogeo de su popularidad, Guy Ballard murió de arteriosclerosis a las 5:00 a. m. del 29 de diciembre de 1939, en Los Ángeles, en la casa de su hijo Donald. El 31 de diciembre su cuerpo fue incinerado. El día de Año Nuevo durante la Christmas Class ('clase anual de Navidad'), Edna Ballard declaró que Guy había completado su Ascensión a la medianoche del 31 de diciembre de 1939, desde el «Retiro Royal Teton».
Los estudiantes de la actividad I AM creen en la muerte como un cambio, no como un final. La actividad I AM cree que la «Ascensión» puede significar entrar vivo en el cielo, es decir, elevar (literalmente) el cuerpo, traduciéndose físicamente a una forma superior de existencia, tal y como fue la Ascensión de Jesús. Esto es lo que Guy Ballard había afirmado que sus seguidores podrían hacer si seguían sus instrucciones. Grabado en un dictado antes de la muerte de Guy W Ballard, se dio una nueva dispensa para hacer la Ascensión después del fallecimiento y la cremación, y está registrado en la Fundación Saint Germain. Los estudiantes que usen esta definición más tradicional tendrían que concluir que la Sra. Ballard no contó toda la enseñanza, ya que el Sr. Ballard había tenido una muerte bastante normal y su cuerpo había sido incinerado. También se habían planteado preguntas sobre miembros devotos que habían muerto sin entrar vivos al cielo. En este momento, Edna Ballard definió «Ascensión» como morir de una muerte ordinaria, pero ir a un nivel más alto del cielo que una persona normal porque uno ha equilibrado «el 51% de su karma». Esta definición modificada y más práctica de «ascensión» es utilizada por todas las religiones de Enseñanza de Maestros Ascendidos hoy en día, aunque todavía creen que unos pocos, los Maestros Ascendidos de nivel superior como Jesús y St. Germain, entraron vivos al cielo.

### Acción civil por infracción de derechos de autor
En 1941, los Ballards fueron demandados por infracción de derechos de autor por parte de la familia y el patrimonio de Frederick Spencer Oliver (1866-1899), amenuensis de la novela Un habitante de dos planetas, publicada por primera vez en 1905. La demanda fue desestimada por no declarar la causa de la acción. El juez de distrito Dawkins citó el prólogo original del libro de Oliver en su totalidad, en el que Oliver enfatizó que él no era el autor, pero que había canalizado el libro desde el espíritu de una persona previamente fallecida con la intención de preservar y transmitir la historia y las enseñanzas de esa persona. mundo; y el libro tenía derechos de autor con Oliver como propietario, no como autor. El juez Dawkins señaló que los Ballards habían declarado que estaban usando métodos similares para escribir sus libros y que esto en sí mismo no era suficiente para sostener la acción en la corte.

### Juicio por fraude de Edna y Donald Ballard
Según declaraciones hechas en libros enviados por correo, Edna Ballard y su hijo Donald fueron acusados de dieciocho cargos de fraude postal en 1942. El juez presidente ordenó al jurado que no considerara la verdad o falsedad de las creencias religiosas, sino solo si los Ballards creían sinceramente en las afirmaciones o no, y el jurado los declaró culpables. El Noveno Circuito anuló la condena con el argumento de que el juez había excluido indebidamente de su consideración la credibilidad de sus creencias religiosas, y el gobierno apeló a la Corte Suprema. En United States v. Ballard, la Corte Suprema en una decisión histórica de 5-4 sostuvo que la cuestión de si Ballards creía que sus afirmaciones religiosas no deberían haberse presentado al jurado, y devolvió el caso al Noveno Circuito, que confirmó la condena por fraude. Al interpretar esta decisión, el Noveno Circuito concluyó más tarde que el Tribunal no llegó a sostener que «un Tribunal Federal no puede investigar la validez o veracidad de una doctrina religiosa».
En una segunda apelación, la Corte Suprema en 1946 anuló la condena por fraude, alegando que las mujeres fueron excluidas indebidamente del panel del jurado.

### Reubicación a Santa Fe y muerte de Edna Ballard
En marzo de 1942, Edna Ballard trasladó la sucursal occidental de Saint Germain Press y su residencia a Santa Fe, donde grabó en vivo ante una audiencia miles de dictados más que, según dijo, eran de los Maestros Ascendidos.
A pesar de la desestimación definitiva de los casos judiciales, no fue hasta 1954 que se restableció el derecho de la organización a utilizar el correo. El Servicio de Impuestos Internos revocó su estado exento de impuestos en 1941, declarando que no reconocía el movimiento como «una religión». Un fallo judicial en 1957 anuló el fallo del IRS y restableció el estado de exención de impuestos del grupo.
Se informó que la muerte de Edna Ballard después de «una breve enfermedad» ocurrió en su casa de Chicago el 10 de febrero de 1971.

### Historia reciente y actualidad
Desde 2007, la Fundación Saint Germain mantiene una sala de lectura en Mount Shasta, California, y su sede en Schaumburg, Illinois. Varios cónclaves anuales se llevan a cabo en su «Templo YO SOY» de 12 pisos en 176 West Washington Street en el centro de Chicago. Entre los cientos que asisten, generalmente hay docenas de estudiantes del YO SOY de otras naciones. Las clases y los cónclaves se llevan a cabo regularmente en aproximadamente 300 ubicaciones en América, Europa, América Latina, Australia y África. Saint Germain Press, una subsidiaria de la Fundación Saint Germain, publica los libros históricos y obras de arte relacionadas y grabaciones de audio de las enseñanzas de los Ballards, y una revista mensual disponible por suscripción, titulada The Voice of the I AM. Se ha estimado que Saint Germain Press ha impreso y puesto en circulación más de un millón de libros.
La Fundación Saint Germain presenta el I AM COME!, un desfile cada agosto en Mount Shasta, y lo ha hecho cada año desde 1950. Su sitio web establece que la actuación está abierta al público sin costo alguno, y describe el desfile como una representación de «la vida del Amado Jesús, centrándose en Sus milagros de verdad y curación, y el ejemplo de la Ascensión que dejó a el mundo».

## Enseñanzas
Según las enseñanzas del grupo, se cree que los Maestros Ascendidos son individuos que han abandonado el ciclo de la reencarnación.

La Actividad YO SOY se llama a sí misma cristiana, porque se considera que Jesús es uno de los Maestros Ascendidos más importantes. También se refiere a sí mismo como patriótico porque se cree que el Maestro Ascendido St. Germain (supuestamente el conde de Saint Germain) inspiró y guio la Declaración de Independencia y la Constitución. Los seguidores afirman que St. Germain pertenecía a la misma Logia Masónica que George Washington y Benjamin Franklin. Sin embargo, Guy Ballard tendió a restar importancia a cualquier relación de sus ideas con la masonería debido a su gran discordancia con Franklin Delano Roosevelt, un famoso francmasón. Por lo tanto, la noción de que Saint-Germain pertenecía a una Logia Masónica era más parte de la tradición ocultista general que parte del énfasis de Ballard.
El movimiento enseña que el Dios creador omnipotente, omnisciente y omnipresente ('YO SOY' - Éxodo 3:14) está en todos nosotros como una chispa de la Llama Divina, y que podemos experimentar esta presencia, amor, poder y luz - y su poder de la Llama Violeta Consumidora del Amor Divino - a través de la contemplación silenciosa y repitiendo 'afirmaciones' y 'decretos'. Al afirmar algo que uno desea, puede hacer que suceda.
El grupo enseña que la «Poderosa Presencia YO SOY» es Dios que existe en y como el Ser Superior de cada persona, y que una luz conocida como la «Llama Violeta» es generada por la «Presencia YO SOY» y puede rodear a cada persona que llama. la acción del Espíritu Santo como expresión de misericordia o perdón. El grupo cree que al aprovechar estos poderes internalizados de acuerdo con las enseñanzas de los Maestros Ascendidos, uno puede usar la relación de uno con la «Presencia» para amplificar las expresiones de virtud como justicia, paz, armonía y amor; desplazar o abatir la expresión del mal (ausencia relativa del bien) en el mundo; y minimizar las dificultades personales en la vida.
El objetivo espiritual de las enseñanzas es que, a través de un proceso de autopurificación, el creyente pueda alcanzar la condición perfecta de los santos, o convertirse en un Maestro Ascendido al dejar su cuerpo, en contraste con los conceptos comunes de 'muerte ordinaria'. El proceso para alcanzar estos resultados incluye una u otra de prácticas interiores para facilitar la resonancia y alineación con la «Presencia YO SOY»: autoevaluación a la luz de santos ejemplares como Jesús, cuidado en el uso del lenguaje, devoción a lo Divino, gratitud, meditación, invocaciones y afirmaciones; y prácticas externas como «decretos» (oraciones repetidas dadas en voz alta con convicción), todas las cuales se dice que amplifican la presencia energética de lo divino en la experiencia de uno, resultando en los cambios positivos deseados. Los miembros creen que hay ciencia real detrás de los decretos y afirmaciones y afirman que estas prácticas son reconocidas por la medicina como efectivas.
El grupo también enfatiza la libertad personal, abrazando símbolos patrióticos y, a menudo, exhibe banderas estadounidenses en sus templos u otras oficinas.
Estas creencias de «pensamiento positivo» se superponen con varios otros movimientos de la New Age, como la Ciencia Religiosa y el Movimiento de Potencial Humano.